# Adam Robson
Pour les articles homonymes, voir Robson.
Pas d'image ? Cliquez ici

a Compétitions nationales et continentales officielles uniquement.

b Matchs officiels uniquement.
Adam Robson, né le 16 août 1928 à Hawick et mort le 15 mars 2007, est un joueur de rugby à XV qui a joué avec l'équipe d'Écosse et les Barbarians comme troisième ligne aile.

## Biographie
Adam Robson connaît sa première cape internationale le 9 janvier 1954 à l’occasion d’un match contre l'équipe de France, pendant le tournoi. Il finit sa carrière internationale le 9 janvier 1960 contre l'équipe de France, pendant le tournoi. Il a 22 sélections à une époque où le nombre de matchs par saison était de 4 ou 5 environ. Il fait également 15 apparitions pour les Barbarians. Il fait partie de l'équipe qui bat l'Australie à Cardiff à l'Arms Park en février 1958. Il évolue pour le club d'Hawick RFC.
En 1983, il devient le 97e président de la Fédération écossaise de rugby à XV.

## Statistiques en équipe nationale
- 22 sélections
- Sélections par années : 1 en 1954, 4 en 1955, 4 en 1956, 4 en 1957, 4 en 1958, 4 en 1959, 1 en 1960
- Tournois des Cinq Nations disputés : 1954, 1955, 1956, 1957, 1958, 1959, 1960.